# Reparaciones de guerra
Las reparaciones de guerra son pagos monetarios o en especie impuestos por el vencedor al vencido para cubrir los daños y perjuicios causados durante una guerra. Las reparaciones de guerra pueden adoptar la forma de divisas, metales preciosos, recursos naturales, activos industriales o propiedad intelectual.Generalmente se considera que la pérdida de territorio en un acuerdo de paz es distinta de las reparaciones de guerra.

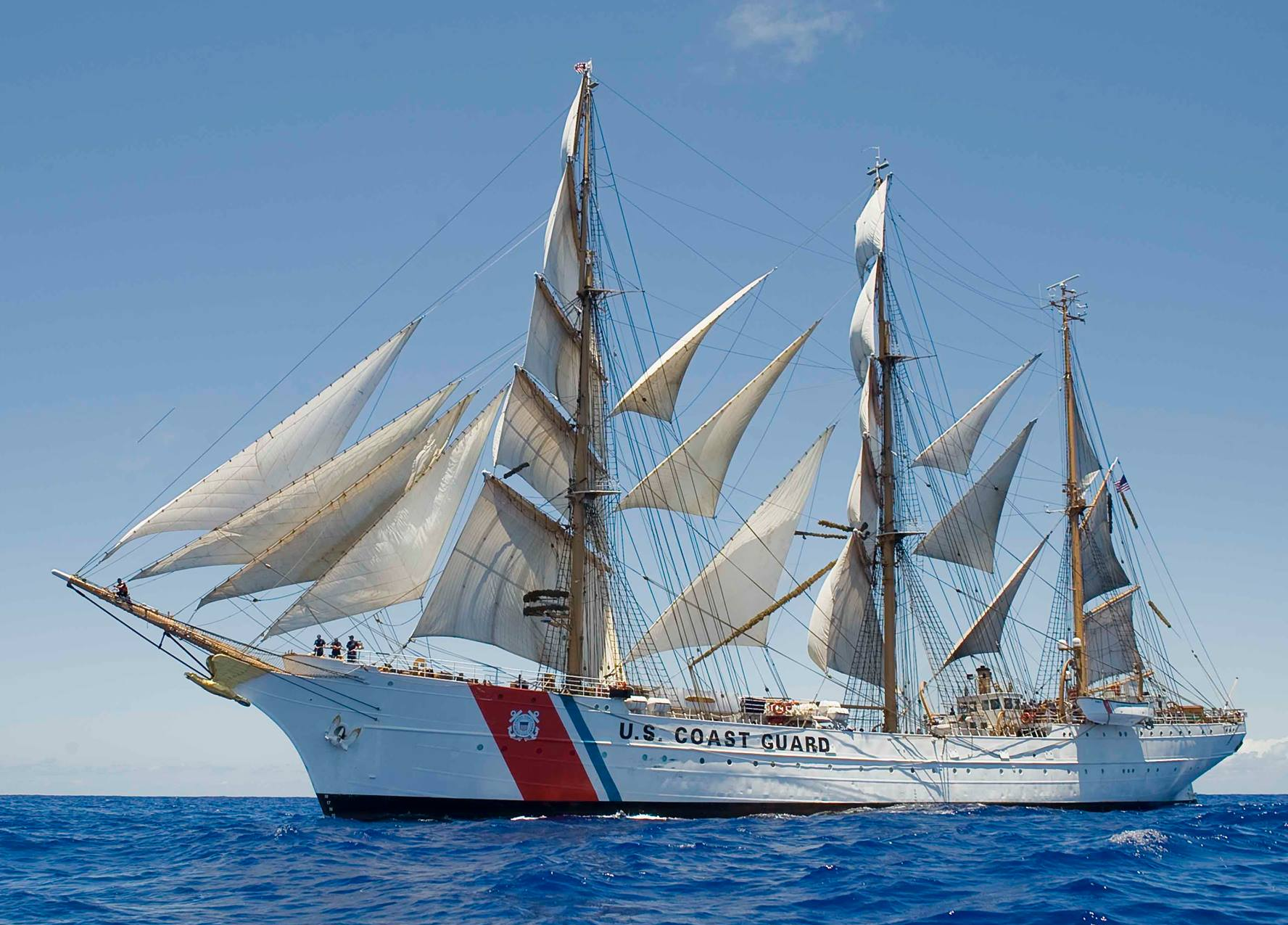
El barco USCGC Eagle, construido en 1936 como Horst Wessel para la marina de guerra alemana (Kriegsmarine), fue tomado por Estados Unidos como reparación en 1946.

## Historia

### Antes de la Primera Guerra Mundial

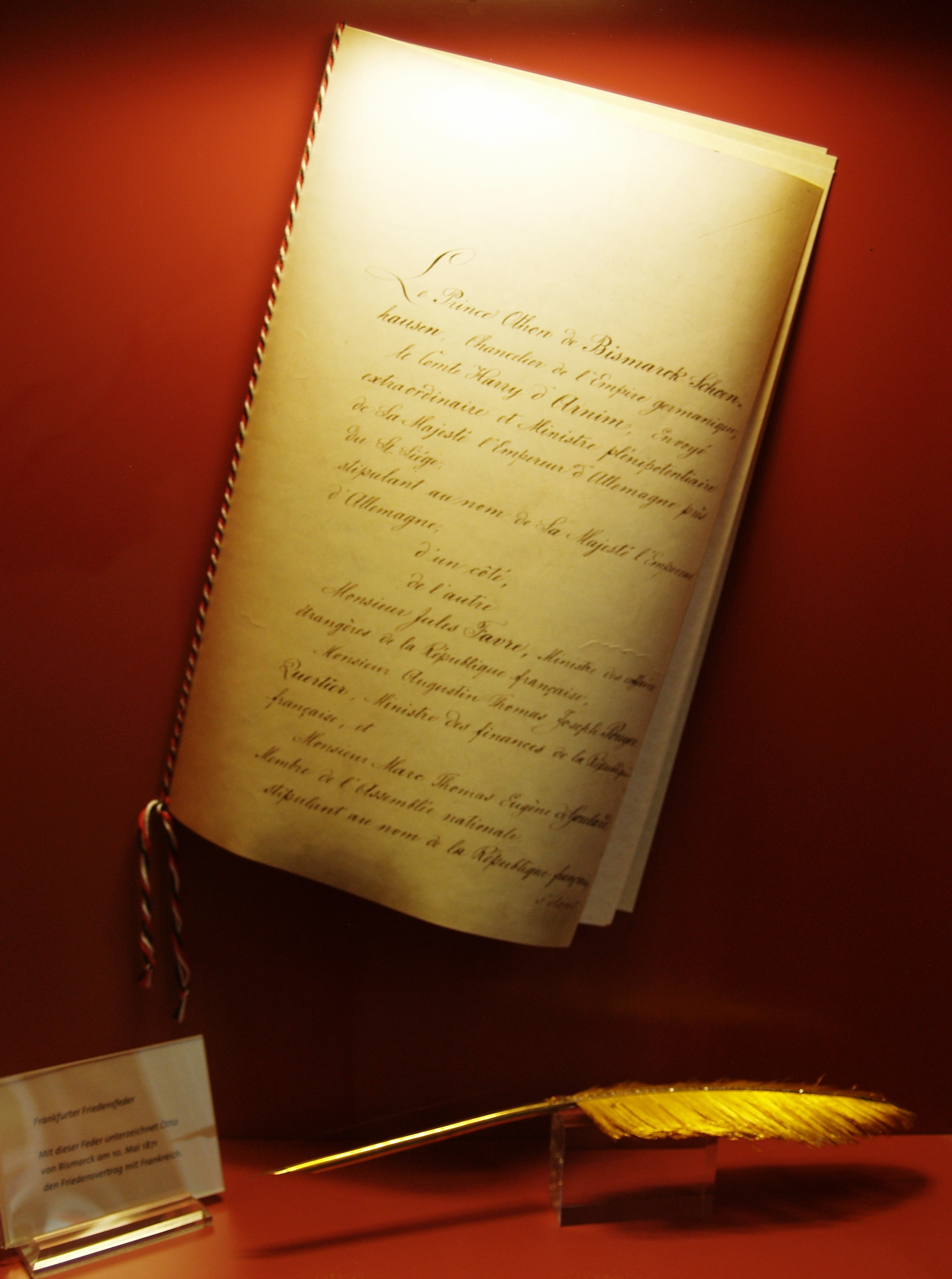
El tratado de Fráncfort.

Roma impuso grandes indemnizaciones a Cartago después de la primera y segunda guerras púnicas.
También estuvo el caso de 230 millones de taels de plata en concepto de reparaciones impuestas a la derrotada China después de que la primera guerra sino-japonesa llevara a Japón a una decisión similar.
Los 'Tratados desiguales' firmados por la Dinastía Qing en China, Japón, Corea, Siam, Persia, el Imperio otomano, Afganistán y otros países en el siglo XIX incluyeron pagos a las potencias occidentales victoriosas, principalmente el Reino Unido, Francia y Rusia, y más tarde a Japón.
Después de la guerra franco-prusiana, según las condiciones del Tratado de Fráncfort (10 de mayo de 1871), Francia fue obligada a pagar a Alemania una indemnización de guerra de 5 millardos de francos de oro en 5 años. Tropas alemanas permanecieron estacionadas en partes de Francia hasta que se realizó el último pago (septiembre de 1873).

### Primera Guerra Mundial
El 27 de agosto de 1918, casi cinco meses después de que Rusia saliera del conflicto mediante la firma del Tratado de Brest-Litovsk, Alemania impuso al gobierno bolchevique el pago de seis millardos de marcos en concepto de reparaciones. Entre agosto y septiembre de dicho año, antes de que finalizara la guerra, Rusia había pagado en oro unos 120 millones de rublos, equivalentes a 240 millones de marcos.

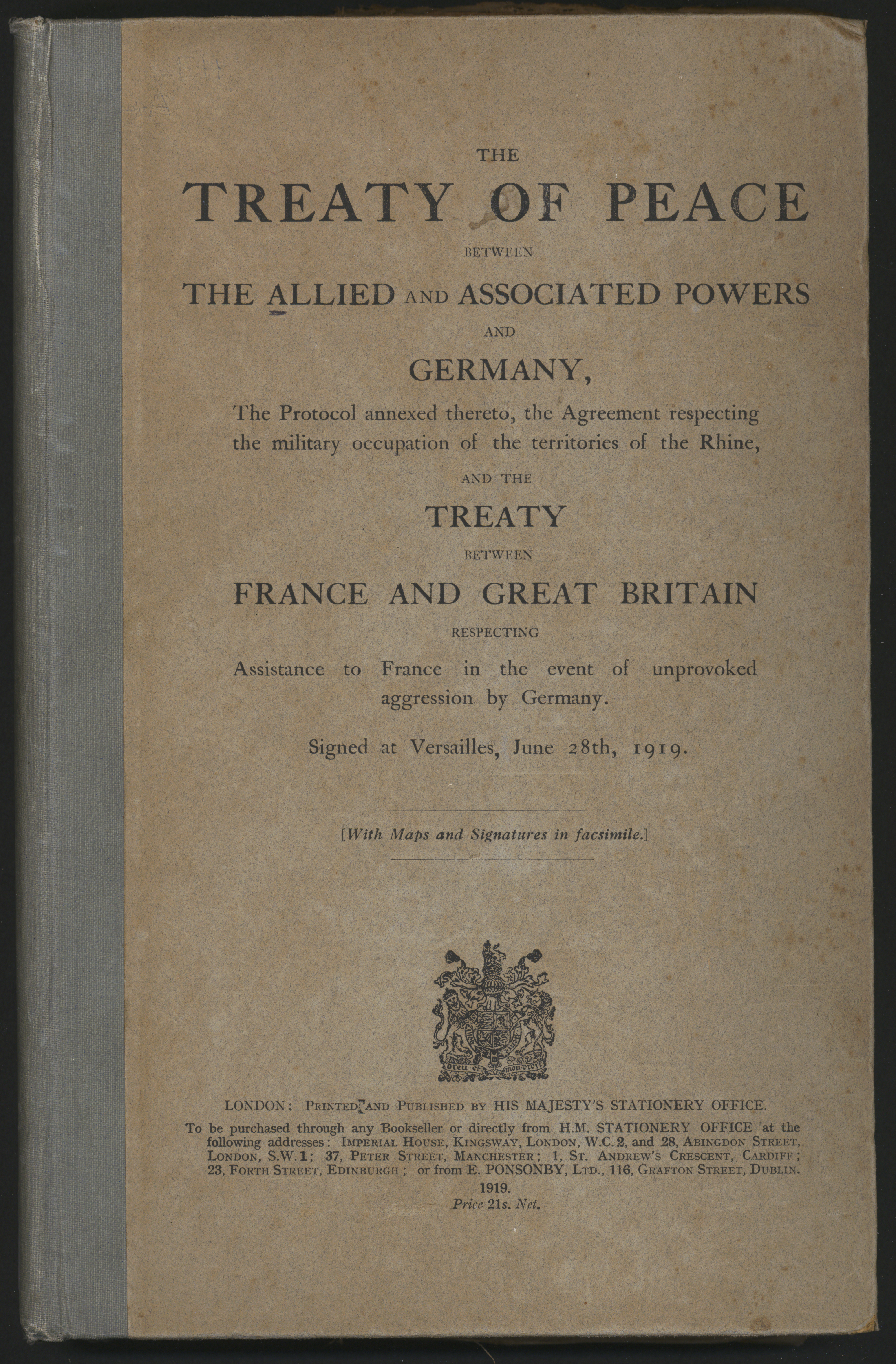
El Tratado de Versalles (1919).

Alemania aceptó pagar reparaciones por 132 millardos de marcos de oro a la Triple Entente en el Tratado de Versalles. Cuando Alemania dejó de hacer pagos en 1932 después de que el acuerdo alcanzado en la Conferencia de Lausana de 1932  no fuera ratificado, Alemania había pagado sólo una parte de la suma. Esto todavía dejó a Alemania con deudas que había contraído para financiar las reparaciones, y éstas fueron revisadas por el Acuerdo de Londres de 1953 sobre la deuda alemana. 
Los pagos a los deudores internacionales se suspendieron tras el ascenso de Adolf Hitler al poder en Alemania. El 6 de marzo de 1951, el Canciller Konrad Adenauer reconoció las deudas pasadas pero el Acuerdo sobre la deuda externa alemana firmado en Londres en 1953 redujo la deuda a la mitad, reprogramó los pagos durante un largo período y estos últimos volvieron a estar condicionados a la buena salud económica de Alemania En 1983, la República Federal de Alemania reembolsó los últimos préstamos de la posguerra, pero la reunificación alemana en 1990 reactivó una cláusula del acuerdo de Londres relativa al pago de los intereses de los préstamos entre 1945 y 1952. Así, entre 1990 y 2010, se pagaron casi 200 millones de euros.  El último pago de estos pagos de deuda fue pagado el 3 de octubre de 2010.
Bulgaria pagó reparaciones de 2,25 millardos de francos de oro a la Entente, según lo acordado en el Tratado de Neuilly-sur-Seine

### Segunda Guerra Mundial

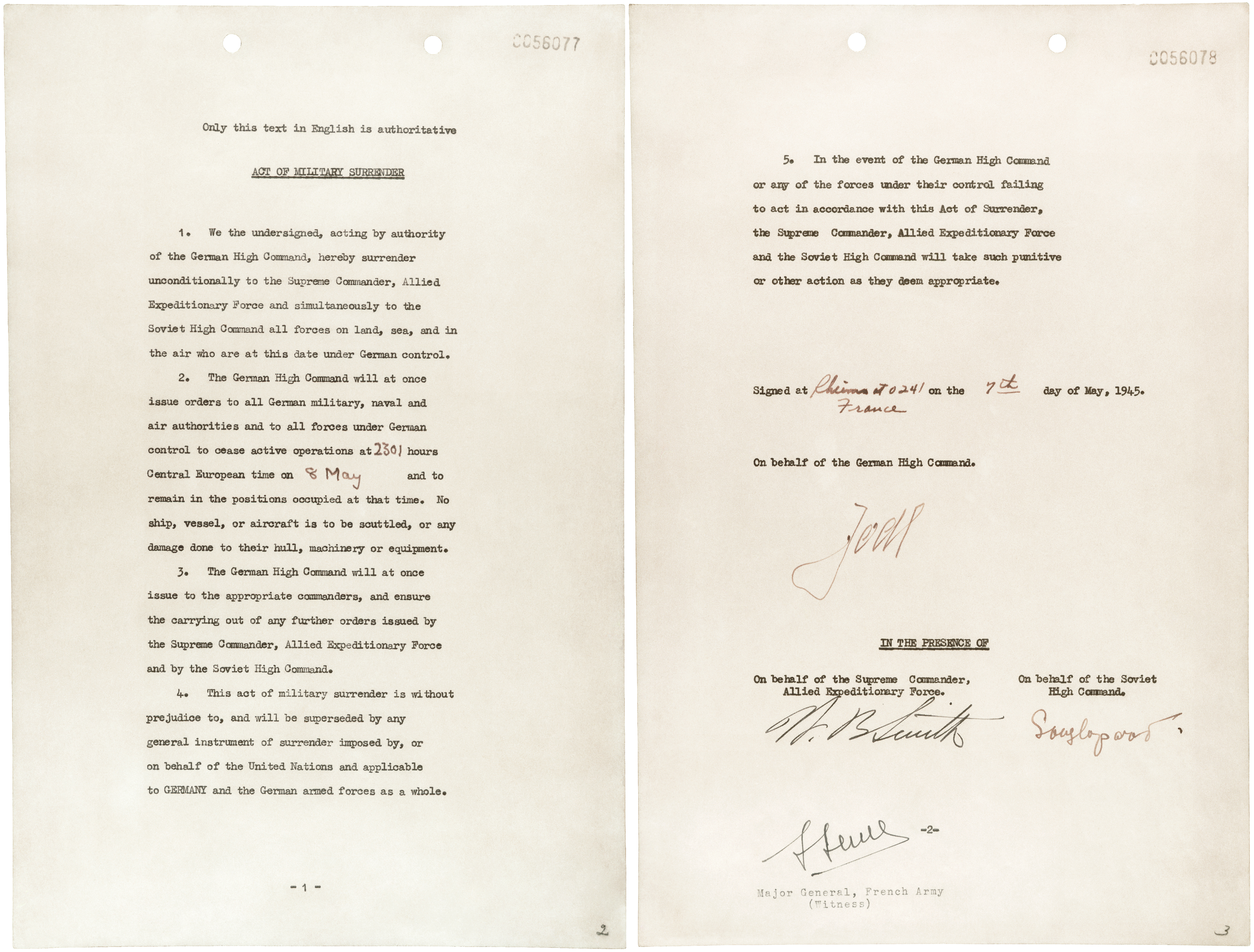
Acta de rendición de Alemania dando fin al conflicto europeo de la Segunda Guerra Mundial.

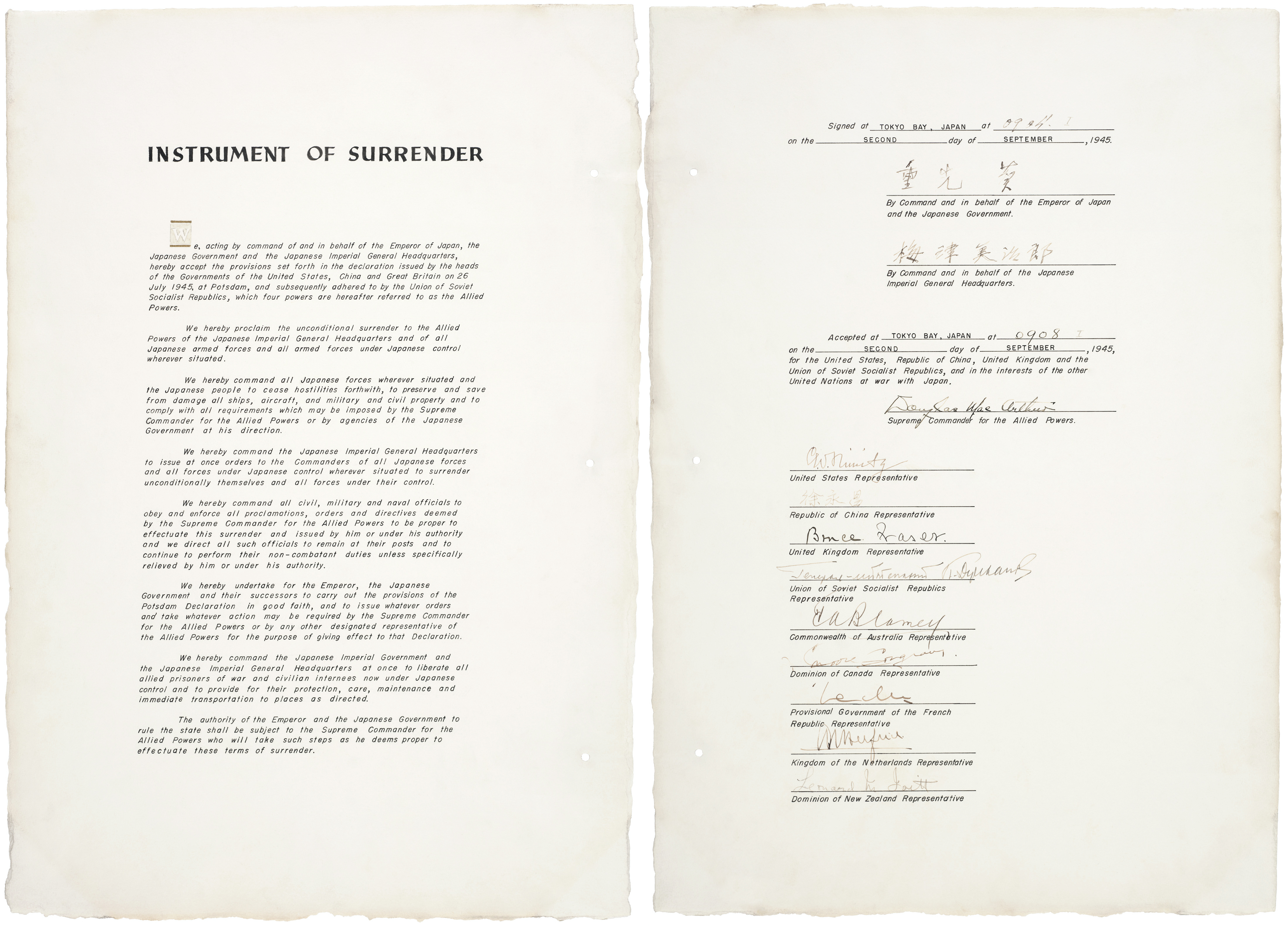
Acta de rendición japonesa con la cual se puso fin a la Segunda Guerra Mundial.

#### Europa
Durante la Segunda Guerra Mundial, Alemania obtuvo pagos de los países ocupados, obligó a préstamos, robó o destruyó propiedades. Además, los países estaban obligados a proporcionar recursos y mano de obra para trabajo forzoso. 
Después de la Segunda Guerra Mundial, de acuerdo a la Conferencia de Potsdam celebrada entre el 17 de julio y el 2 de agosto de 1945, Alemania tuvo que pagar a los Aliados 20 000 millones de dólares principalmente en maquinaria y fábricas. Los pagos de las reparaciones a la Unión Soviética se detuvieron en 1953. En suma, de acuerdo a la política de desindustrialización de Alemania, un gran número de fábricas civiles fueron desmanteladas para ser transportadas a Francia y al Reino Unido, o simplemente fueron destruidas. Este desmantelamiento se detuvo en 1950.
Al final, las víctimas de la guerra en muchos países fueron compensadas con las propiedades de los alemanes que fueron expulsados después de la Segunda Guerra Mundial. Al término de la guerra, los Estados Unidos comenzaron de inmediato y persiguieron durante dos años un vigoroso programa de recolección de los conocimientos tecnológicos y científicos alemanes así como todas las patentes en Alemania. El historiador John Gimbel, cita en su libro Science Technology and Reparations: Exploitation and Plunder in Postwar Germany, que las "reparaciones intelectuales" tomadas por los Estados Unidos y el Reino Unido fueron cercanas a los 10 000 millones de dólares.
Parte de las reparaciones de Alemania fueron pagadas en forma de trabajos forzados. Por el año de 1947, aproximadamente 4 millones de prisioneros de guerra y civiles alemanes fueron usados prácticamente como esclavos (bajo el título ruso de "trabajos de reparación de guerra") en la Unión Soviética, Francia, el Reino Unido, Bélgica y Alemania (con el término estadounidense de "Unidades de Servicio de Trabajos Militares").
De acuerdo al Tratados de Paz de París de 1947, Italia aceptó pagar reparaciones cercanas a los 125 millones de dólares a Yugoslavia, 105 millones a Grecia, 100 millones a la Unión Soviética, 25 millones a Etiopía y 5 millones a Albania. Finlandia aceptó pagar reparaciones por 300 millones a la Unión Soviética.
Hungría acordó pagar reparaciones por 200 millones de dólares a la Unión Soviética, 100 millones a Checoslovaquia y Yugoslavia. Rumanía aceptó pagar reparaciones por 300 millones de dólares a la Unión Soviética. Bulgaria acordó pagar reparaciones por 50 millones a Grecia y 25 millones a Yugoslavia.
De acuerdo a los artículos de estos tratados, el valor en dólares fue de 35 dólares estadounidenses por una onza troy de oro puro.

#### Japón
De acuerdo al tratado de paz con Japón y otros acuerdos bilaterales, Japón aceptó pagar alrededor de 380 mil millones de yenes. Se acordó que a los países que renunciaron a cualquier reparación por parte de Japón se les pagaría una indemnización por medio de acuerdos bilaterales.
El Gobierno de los Estados Unidos se disculpó de manera oficial en la década de 1980 por los Campos de concentración en los Estados Unidos tanto de ciudadanos japoneses como de ciudadanos estadounidenses de ascendencia japonesa durante la Segunda Guerra Mundial y pagó reparaciones.

## Reparaciones de guerra recientes

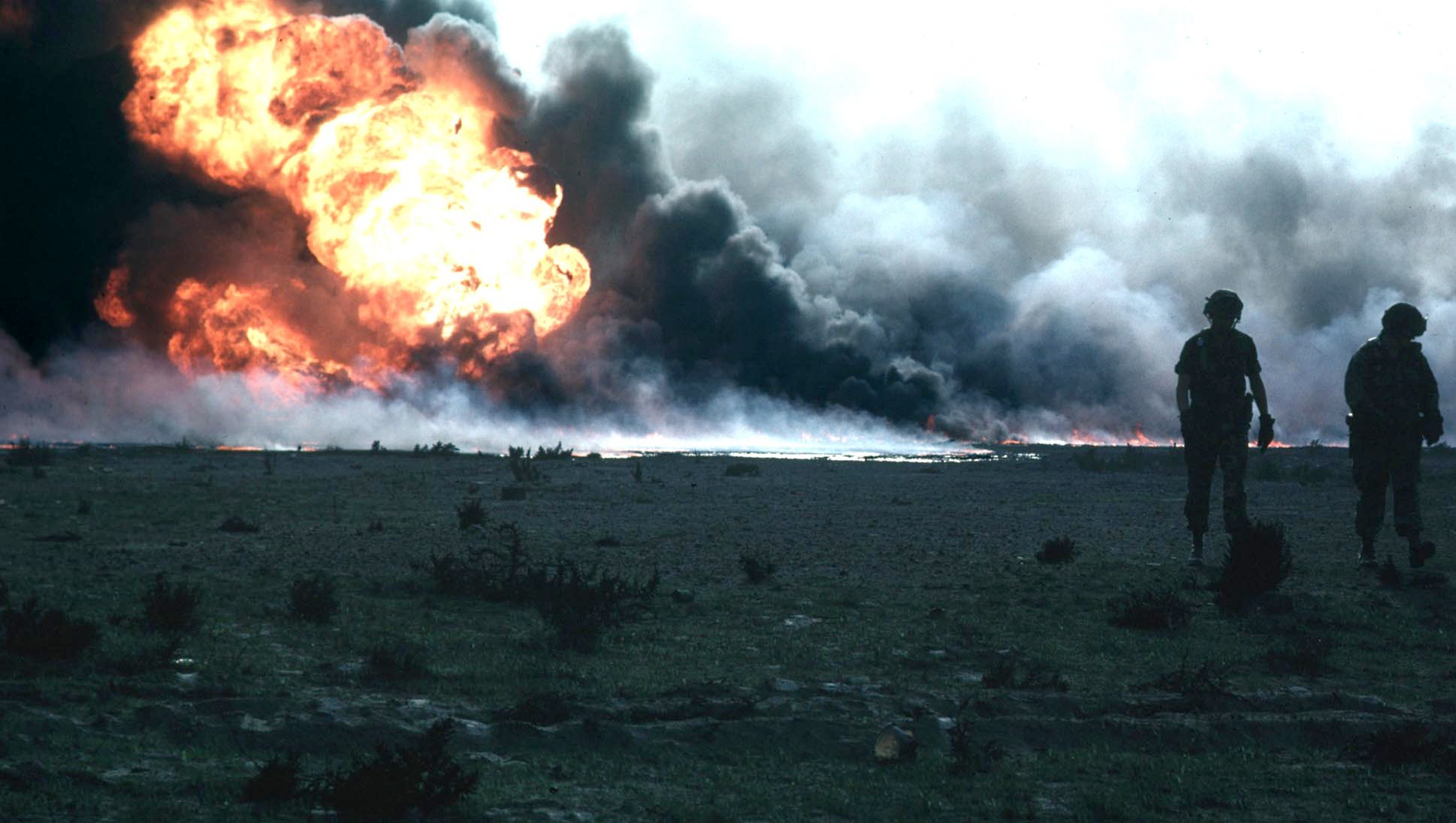
Pozo petrolero kuwaití incendiado durante la guerra del Golfo.

Después de la guerra del Golfo, Irak aceptó la resolución 687 emitida por el Consejo de Seguridad de Naciones Unidas, en la que se declaraba que Irak era financieramente responsable por los daños causados en su invasión de Kuwait. En 1991 fue establecida la Comisión de Compensación de Naciones Unidas ("UNCC") y se recibieron demandas penales por 350 millardos de dólares en reclamaciones por parte de gobiernos, corporaciones e individuos. Los fondos de estos pagos vinieron de un 30 % de las ventas petroleras de Irak por medio del Programa Petróleo por Alimentos. No se anticipó que los 350 millardos no estarían disponibles para los pagos totales de todas los reclamaciones de reparaciones, así que fueron programados de manera prioritaria en los años que siguieron. La UNCC declaró que los pagos han sido prioritarios en los casos de reclamaciones de personas físicas afectadas, por delante de los reclamaciones de gobiernos y de personas "legales" (empresas), marcando un paso significante en la evolución de las prácticas de reclamos internacionales.
El 13 de enero de 2022, la Comisión realizó el pago final, elevando el monto total de la compensación pagada a 52.400 millones de dólares, o aproximadamente el 15% del total reclamado. Se concedieron a 1,5 millones de solicitantes.
Su último presidente indica que “la Comisión representa el primer ejemplo exitoso de un recurso que permite a los individuos buscar reparación de un Estado agresor”.

### Invasión de Estados Unidos en Irak
Ciertos grupos en Irak y Estados Unidos han hecho campaña para obtener reparaciones por parte de Estados Unidos por la devastación y los efectos en la salud sufridos por los ciudadanos iraquíes durante el derrocamiento de Saddam Hussein en la guerra de Irak. Ha habido poco apoyo internacional.

### Intentos de codificar las reparaciones de guerra en textos de organismos internacionales
Ha habido varios intentos de codificar las reparaciones de guerra tanto en los Estatutos de la Corte Penal Internacional como en los Principios Básicos en el Derecho de un Remedio y Reparación para las Víctimas de las Naciones Unidas.

## Críticas
Históricamente las críticas principales de las reparaciones de guerra han sido:
- Que solo hay medidas punitivas en contra del pueblo del lado perdedor, más que en contra de los lados beligerantes, que puede ser el lado que justamente debería hacer las reparaciones.
- En muchas instancias, el pueblo del gobierno vencido que libró una guerra en realidad tuvo poca o nula participación en la decisión de librar esa guerra, y por lo tanto las reparaciones de guerra son impuestas a gente inocente.
- Que después de varios años de guerra, el pueblo del lado perdedor es probable que ya esté empobrecido, y la imposición de las reparaciones de guerra puede llevar a hundir aún más en la pobreza al pueblo, encendiendo un resentimiento a largo plazo en contra del lado victorioso y haciendo poco probable la realización de dichos pagos.

John Maynard Keynes afirmó que la influencia en general de las reparaciones de guerra podrían ser desastrosas.
Muchos críticos sostienen la teoría de que las reparaciones de guerra fueron una de las causas (si bien indirecta, muy decisiva) de los muchos motivos que llevaron a la Segunda Guerra Mundial. Después del final de la Primera Guerra Mundial, el Tratado de Versalles de 1919 impuso reparaciones de guerra muy fuertes sobre Alemania. Muchos afirman que estos pagos de reparaciones exacerbaron los problemas económicos alemanes, y la hiperinflación resultante arruinó las oportunidades de recuperación de la República de Weimar y permitió la llegada al poder del Partido Nazi y de Adolf Hitler. Otros apuntan al hecho de que las reparaciones al final de la Segunda Guerra Mundial fueron calculadas sobre la base de los daños causados por los alemanes durante la Primera Guerra Mundial. Después de la guerra franco-prusiana, el monto total de las reparaciones fue calculado con base en un valor fijo. Además, el monto al final de las reparaciones de guerra de la Primera Guerra Mundial fue objeto de recalculos frecuentes, lo cual alentó a Alemania a obstruir tales pagos. Finalmente, todos esos pagos fueron cancelados al llegar Hitler a la Cancillería Alemana.
Esta experiencia llevó a la solución mencionada anteriormente al final de la Segunda Guerra Mundial, donde los países ganadores tomaron maquinaria y bienes que pudieran ser trasladados desde las naciones vencidas, en vez de exigir dinero.